# Хелена Јанечић
Хелена Јанечић (Осијек, 1979) хрватска је сликарка и стрип ауторка. 

## Биографија
Дипломирала је на Универзитету Фурман у САД-у, а 2007. магистрирала на Академији ликовних уметности у Загребу. Тему њених радова представља квир свакодневница, културно наслеђе и неистражена или занемарена квир историја у локалним заједницама. Излагала је на неколико самосталних и низу групних изложби у Хрватској и иностранству, у различитим медијима од сликарства, стрипа до музичког перформанса. Kреирала је стрип суперхероину Хорни Дајк, протагонисткињу издања „Хорни Дајк на рубу конвенције” које окупља важније стрипове до 2011. године. Неки од стрипова уврштени су у антологију „Женски стрип на Балкану”. Добитница је награде Ex Aequo 20 и 23. славонског бијенала, а 2009. рад јој је уврштен у ликовну збирку Ерсте банке. Од 2010. чланица је Хрватске заједнице самосталних уметника.

## Издвојене самосталне изложбе
- „Путовања суперјунакиње”, Музеј града Сплита, Сплит
- „Хрватске буднице”, Галерија Прстен, ХДЛУ Загреб
- ”Суперјунакиње”, Галерија Марисал, Загреб
- ”Стрип поп, Галерија Прозори, Загреб
- „Струк-тур-лиз-ам”, Галерија ВН, Загреб
- „Снаше”, Галерија СЦ, Загреб[7]